# Омикрон Гидры
Омикрон Гидры (лат. ο Hydrae), 25 Чаши (лат. 25 Crateris), HD 101431 — двойная звезда в созвездии Гидры на расстоянии приблизительно 460 световых лет (около 141 парсек) от Солнца. Видимая звёздная величина звезды — +4,701m. Возраст звезды определён как около 0,984 млн лет.

## Характеристики
Первый компонент — бело-голубая звезда спектрального класса B8, или B9V. Масса — около 5,211 солнечной, радиус — около 5,353 солнечного, светимость — около 309,03 солнечной. Эффективная температура — около 10495 K.
Второй компонент — коричневый карлик. Масса — около 69,58 юпитерианской. Удалён в среднем на 2,593 а.е..